# Rain Dances
Rain Dances este al cincilea album de studio al formației britanice Camel. Lansat pe 17 septembrie 1977 prin Gama Records/Decca Records, albumul a adus o schimbare importantă în componența formației: Richard Sinclair, fost membru Caravan, l-a înlocuit pe basistul Doug Ferguson iar saxofonistul Mel Collins, fost membru King Crimson, a devenit membru, fiind astfel pentru prima dată când formația era alcătuită din cinci membri.
Albumul a ocupat locul 20 în topurile britanice și a petrecut 8 săptămâni în topuri. În Statele Unite albumul a ocupat locul 136 în Billboard 200.

## Lista de melodii
Fața A
1. "First Light" (Peter Bardens, Andrew Latimer) – 5:01
2. "Metrognome" (Bardens, Latimer) – 4:15
3. "Tell Me" (Bardens, Latimer) – 4:06
4. "Highways of the Sun" (Bardens, Latimer) – 4:29

Side two
1. "Unevensong" (Bardens, Latimer, Andy Ward) – 5:35
2. "One of These Days I'll Get an Early Night" (Bardens, Mel Collins, Latimer, Richard Sinclair, Ward) – 5:53
3. "Elke" (Latimer) – 4:26
4. "Skylines" (Bardens, Latimer, Ward) – 4:24
5. "Rain Dances" (Bardens, Latimer) – 3:01

Melodie bonus pe CD
1. "Highways of the Sun" (Single edit) (Bardens, Latimer)

Versiunea expandată și remasterizată (2009)
1. "Highways of the Sun" (Single version) – 4:00
2. "First Light" (Live) – 5:01
3. "Metrognome" (Live) – 4:55
4. "Unevensong" (Live) – 5:47
5. "Skylines" (Live) – 5:36
6. "Highways to the Sun" (Live) – 4:59
7. "One of These Days I'll Get an Early Night" (Live) – 4:12

## Componență
Camel
- Andrew Latimer - chitară electrică, chitară acustică, chitară cu 12 corzi, cimpoi, flaut, bas fără taste la melodia "Tell Me", pian electric la melodia "Elke", pian acustic la melodia "Elke" și "Rain Dances", Minimoog la melodia "Elke", sintetizator la melodia "Elke", chitară armonie la melodia "Skylines", chitară bas la melodia "Skylines", glockenspiel la melodia "Rain Dances", solist vocal la melodia "Highways of the Sun"
- Peter Bardens - orgă, pian acustic, pian electric, Minimoog, sintetizator, clavinet
- Andy Ward - baterie, percuție, ocarină, glockenspiel
- Richard Sinclair - chitară bas, solist vocal la melodiile "Metrognome", "Tell Me" și "Unevensong"
- Mel Collins - saxofon alto, saxofon tenor, saxofon sopran, clarinet, flaut bas

Muzicieni suplimentari
- Martin Drover - trompetă la melodia "One of These Days I'll Get an Early Night"
- Malcolm Griffiths - trombon la melodiile "One of These Days I'll Get an Early Night" și "Skylines"
- Brian Eno - Minimoog, pian electric, pian acustic la melodia "Elke"
- Fiona Hibbert - harpă la melodia "Elke"